# Sandy McLeod
Sandra Ann McLeod (* vor 1970) ist eine Filmproduzentin, Filmregisseurin, Dokumentarfilmerin und ehemalige Schauspielerin.

## Karriere
McLeods Karriere im Filmgeschäft begann im Jahr 1978, als sie das erste Mal vor der Kamera stand und bei der Musik-Komödie Rockers mitspielte. Im Thriller Tödliche Umarmung von Jonathan Demme erhielt sie die Rolle der Dorothy und so sah man sie mit Roy Scheider und Christopher Walken vor der Kamera. In dem Thriller Variety spielt sie die ehrgeizige Autorin Christin, die in Manhattan Tickets für Pornokino verkauft und im Laufe des Films ihrer sexuellen Gelüste nachgeht. Das Drehbuch verfasste die Schriftstellerin Kathy Acker. 1984 in Swing Shift – Liebe auf Zeit und 1986 Gefährliche Freundin war sie in Kleinstrollen zu sehen unter anderem als Interviewer bzw. Sekretärin.
Seit 1985 ist Sandy McLeod hinter der Kamera tätig und war für die Musikvideos von Louise Mandrell zu dem Lied Some Girls Have All the Luck und bei dem Coversong der britischen Band UB40 und der Rocksängerin Chrissie Hynde I Got You Babe als Produzentin verantwortlich. Ihr Regiedebüt gab sie 1987 bei dem Kurzfilm Doll Day Afternoon wofür sie zudem das Drehbuch verfasste. Im Anschluss daran war sie für den Fernsehfilm Red Hot and Blue (1990), in dem unter anderem John Malkovich, Bill Irwin, Annie Lennox, Deborah Harry und Jean Paul Gaultier zu sehen sind, ebenfalls als Regisseurin verantwortlich. Seit 1988 widmet sie sich den Dokumentarfilmen und war als Produzentin für Haiti Dreams of Democracy (1988), John Szarkowski: A Life in Photography über John Szarkowski und Seeds of Time (2013).
Für ihren Dokumentar-Kurzfilm Asylum erhielt McLeod bei der Oscarverleihung 2004 eine Oscarnominierung in der Kategorie „Bester Dokumentar-Kurzfilm“. Die Auszeichnung erhielt aber die Regisseurin Maryann DeLeo für ihren Beitrag Chernobyl Heart
Mit dem ehemaligen US-amerikanischen Filmregisseur Jonathan Demme wirkte sie mehrfach zusammen. Als Schauspielerin stand sie in Tödliche Umarmung, Swing Shift und Gefährliche Freundin für ihn vor der Kamera und als Produzentin war sie bei seinen Werken von UB40 und Chrissie Hyndes Musikvideo zu I Got You Babe, dem Dokumentarfilm Haiti Dreams of Democracy und verantwortlich für das Produktionsdesign zu Nach Kambodscha schwimmen (1987).
Sandy McLeod war mit ihrem Mann Sam Dryden († 2017), ehemaliger Leiter landwirtschaftlichen Entwicklung der Bill & Melinda Gates Foundation, bis zu dessen Tod verheiratet.

## Filmografie (Auswahl)

### Schauspiel
- 1978: Rockers
- 1979: Tödliche Umarmung (Last Embrace)
- 1983: Variety
- 1984: Swing Shift – Liebe auf Zeit (Swing Shift)
- 1986: Gefährliche Freundin (Something Wild)
- 1991: Stadt der Hoffnung (City of Hope)

### Regie
- 1987: Doll Day Afternoon (Kurzfilm)
- 1990: Red Hot and Blue (Fernsehfilm)
- 1998: John Szarkowski: A Life in Photography (Dokumentar-Fernsehfilm)
- 2003: Asylum (Dokumentar-Kurzfilm)
- 2013: Seeds of Time (Dokumentarfilm)

### Produktion
- 1985: Louise Mandrell: Some Girls Have All the Luck (Musikvideo)
- 1985: UB40 and Chrissie Hynde: I Got You Babe (Musikvideo)
- 1988: Haiti Dreams of Democracy (Dokumentar-Fernsehfilm)
- 1998: John Szarkowski: A Life in Photography (Dokumentar-Fernsehfilm)
- 2013: Seeds of Time (Dokumentarfilm)